# Фернандо (собака)
Фернандо (исп. Fernando; 1949 — 28 мая 1963) — известный бродячий пёс, который жил в городе Ресистенсия, провинция Чако, Аргентина, в 1950-х — начале 1960-х годов. Он стал известен среди жителей города тем, что часто посещал бары и концерты, на которых присутствовали музыканты, художники и политики из столицы. Он погиб 28 мая 1963 года, когда его сбила машина на площади перед Домом правительства. Его останки были захоронены на тротуаре Эль-Фогон-де-лос-Аррьерос, музея в городе, где можно прочитать эпитафию, которая гласит:

Фернандо, белому щенку, который, бродя по улицам города, пробудил прекрасное чувство в бесчисленных сердцахОригинальный текст (исп.)A Fernando, un perrito blanco que, errando por las calles de la ciudad, despertó en infinidad de corazones un hermoso sentimiento

После его смерти он получил много дани от музыкантов и артистов. Альбер Кортес посвятил ему песню Callejero, позже она была перепета Attaque 77. В городе ему было посвящено две скульптуры: одна на его могиле и другая из бронзы перед Домом правительства провинции. На одном из подъездов к городу можно прочитать приветствующий плакат: «Добро пожаловать в Ресистенцию, город Фернандо».

## Биография
Фернандо появился в городе в канун Рождества 1951 года, в баре Ресистенсии, в поисках укрытия от сильного шторма. Затем он лёг у ног Фернандо Ортиса, певца болеро, который проезжал через город, где с того дня и остался навсегда. Так он стал любимчиком музыканта, который брал его с собой на свои выступления и другие концерты, там он начал нравиться людям.
Говорили, что у Фернандо был хороший музыкальный слух. Он посещал концерты, общественные и частные вечеринки и карнавалы, занимая привилегированное места, сидя рядом с оркестром или солистами и одобрительно вилял хвостом. Но если кто-то пропускал ноту или фальшивил, он начинал рычать, выть или уходил. Много раз критика шоу на следующий день зависела от реакции собаки. Он не пропускал ни одного занятия, в котором была музыка. Он даже не одобрял ведущего польского пианиста, который дал аншлаговый концерт в главном зале города. Фернандо пару раз хрюкнул, что заставило музыканта встать со стула ближе к концу выступления и признать: «Ты прав. Я ошибся дважды».
Про Фернандо писали газеты Crónica, Clarín и La Nación, а также лондонская BBC и New York Times.

### Смерть
Утром 28 мая 1963 года его нашли умирающим у дверей Banco Español. Его сбила машина.
Его смерть стала общенациональной новостью, потому что её поддержали даже газеты Буэнос-Айреса. Высокопоставленные лица, муниципальные и культурные делегации, студенты и соседи доставили его к месту последнего упокоения в деревне Фогон-де-лос-Аррьерос. Это был день глубокой и искренней печали для жителей Ресистенсии, и многие магазины были закрыты в знак траура. Жители города на годовщину смерти Фернандо периодически проводят мероприятия.